# Гирдешть (Васлуй)
Гирдешть, Гирдешті (рум. Gârdești) — село у повіті Васлуй в Румунії. Входить до складу комуни Войнешть.
Село розташоване на відстані 257 км на північний схід від Бухареста, 23 км на південний захід від Васлуя, 67 км на південь від Ясс, 133 км на північ від Галаца.

## Населення
За даними перепису населення 2002 року у селі проживали 619 осіб, усі — румуни. Усі жителі села рідною мовою назвали румунську.